# Jasmien Biebauw
Jasmien Biebauw (24 de setembro de 1990) é uma voleibolista profissional belga. Atua como levantadora.

## Clubes
| Anos      | Clube                  |
| --------- | ---------------------- |
| 2005–2011 | VDK Gent Dames         |
| 2011–2013 | VC Oudegem             |
| 2013–2018 | Asterix Kieldrecht     |
| 2018–2020 | Hermes Volley Oostende |

## Títulos
Clubes
Campeonato Belga:
- 2014, 2015, 2016, 2017, 2018
- 2008, 2010, 2011, 2019
- 2009

Copa da Bélgica:
- 2009, 2013, 2014, 2015, 2016, 2017, 2018, 2019, 2020[2]

Supercopa da Bélgica:
- 2009, 2014, 2016, 2017

Seleção principal
Liga Europeia:
- 2013

Campeonato Europeu:
- 2013